# Силицид европия
Силицид европия — бинарное неорганическое соединение
европия и кремния с формулой EuSi2,
тетрагональные кристаллы.

## Получение
- Спекание чистых веществ в инертной атмосфере:

{\displaystyle {\mathsf {Eu+2Si\ {\xrightarrow {1450^{o}C}}\ EuSi_{2}}}}
- Восстановление оксида европия(III) кремнием в вакууме:

{\displaystyle {\mathsf {Eu_{2}O_{3}+7Si\ {\xrightarrow {1100-1600^{o}C}}\ 2EuSi_{2}+3SiO}}}

## Физические свойства
Силицид европия образует кристаллы тетрагональной сингонии, параметры ячейки a = 0,429 нм, c = 1,366 нм.

## Применение
Силицид европия в виде тонких плёнок находит применение в интегральной микроэлектронике.